# 李攀龍
李攀龍（1514年—1570年），字于鱗，號滄溟，山東歷城（今濟南）人，明朝官員、文學家，「後七子」之首。

## 生平
李攀龍九歲喪父，家貧，自奮於學。嘉靖十九年（1540年）中式山東鄉試第二名亞元。嘉靖二十三年（1554年）登甲辰科會試第三十九名，三甲二百十四名進士。吏部观政，次年因病请假归乡。病愈後，任顺天乡试同考官，明年授刑部广东司主事，歷員外郎、山西司郎中，出为順德知府，有善政。三十五年八月擢陝西提學副使，因陕西大地震，謝病歸。
隆慶改元，起為浙江副使，二年五月改布政司左參政，十二月奉万寿表入贺，道擢河南按察使，不久母亲去世丁忧归。後暴心痛而卒，年五十七。所著《白雪楼集》三十卷行于世。一生清白耿介，身後寥落。《明史》有傳。

## 文学成就
他對於秦漢文學抱甚高的評價，並對唐詩頗多與他學者不同的貶抑看法。他所著的《答馮通書》就提到：「秦漢以後無文矣」。著有《滄溟集》。

## 家族
曾祖李禎；祖父李端，曾任義官；父李寶，曾任典膳。前母郭氏；母張氏。慈侍下。兄登龍、躍龍。弟化龍、成龍。

## 外部連結
- 齊魯人物——李攀龍 山東省情網
- 狂生傲吏——李攀龍[永久] 中國山東網